# 张德仁 (1915年)
张德仁（1915年3月—1997年4月），男，湖南沅陵人，中华人民共和国地质学家、政治人物，曾任湖南省政协副主席，九三学社中央委员会常务委员、湖南省委员会主任委员，第六、七届全国人大代表。